# Scaphisoma boleti
Scaphisoma boleti, früher Scaphosoma b. ist ein Käfer aus der Unterfamilie der Kahnkäfer (Scaphidiinae). 

## Merkmale
Die Käfer erreichen eine Körperlänge von zwei Millimetern. Der Nahtstreifen der Deckflügel verläuft anders als beim Pilz-Kahnkäfer (Scaphisoma agaricinum) bis zum Halsschild und biegt vor der Basis nach außen, um erst etwa bei der Hälfte der Basis aufzuhören. Das vierte Glied der Fühler ist fast gleich lang wie das fünfte. Die Deckflügel sind hell braunrot oder rötlichbraun gefärbt und weitläufig mäßig fein punktiert. Zur Spitze hin wird die Färbung heller, manchmal ist dort auch ein dunklerer Schatten erkennbar.

## Vorkommen und Lebensweise
Die Art ist in Europa und am Kaukasus verbreitet. Die nördliche Verbreitung reicht bis in die Mitte Schwedens und den Süden Finnlands, die südliche Grenze reicht bis nach Zentralfrankreich und Avignon und das Zentrum Italiens (Latium) sowie nach Rumänien. Die Tiere sind in Mitteleuropa überall, aber nur vereinzelt verbreitet. Sie sind selten, im Süden Deutschlands und in Österreich häufiger.